# Masone
Masone (ligur nyelven Mason) település Olaszországban, Liguria régióban, Genova megyében. Lakosainak száma 3358 fő (2023. január 1.). Masone Campo Ligure, Mele, Tiglieto, Bosio és Genova községekkel határos.

## Népesség
A település lakossága az elmúlt években az alábbi módon változott:
| Lakosok száma | 3677 | 3694 | 3358 |
|               | 2017 | 2018 | 2023 |